# Список персонажей телесериала «Легенды завтрашнего дня»
«Легенды завтрашнего дня» (англ. DC's Legends of Tomorrow) — американский телесериал, созданный Грегом Берланти, Эндрю Крайсбергом, Марком Гуггенхаймом, Филом Клеммером и Сарой Шечтер. Первый сезон транслировался на канале The CW с 21 января по 19 мая 2016 года и состоял из 16 серий. 11 марта 2016 года было объявлено, что сериал продлён на второй сезон, для которого запланировано 13 серий. «Легенды завтрашнего дня» являются спин-оффом телесериалов «Стрела» и «Флэш» и все события происходят в той же вымышленной вселенной.
Ниже представлен список персонажей которые появились (или появятся) в телесериале, а также в сериалах «вселенной Стрелы». Многие из них названы в честь персонажей из комиксов или основаны на них.

## Актёры и персонажи
= Главная роль в сезоне
     = Второстепенная роль в сезоне
     = Гостевая роль в сезоне
     = Не появляется

### Главные роли
| Виктор Гарбер           | Профессор Мартин Штайн / Огненный шторм         | 16 | 17 | 8  |    |    |    | 1  | 41  |
| Брэндон Раут            | Рэй Палмер / Атом                               | 16 | 17 | 18 | 16 | 8  |    | 1  | 76  |
| Артур Дарвилл           | Рип Хантер                                      | 16 | 12 | 6  |    |    |    | 1  | 35  |
| Кейти Лотц              | Сара Лэнс / Белая Канарейка                     | 16 | 17 | 18 | 16 | 15 | 14 | 13 | 109 |
| Франц Драмех            | Джефферсон Джексон / Огненный Шторм             | 16 | 17 | 10 |    |    |    | 1  | 44  |
| Сиара Рене              | Кендра Сандерс / Орлица                         | 16 |    |    |    |    |    |    | 16  |
| Фальк Хенчель           | Картер Холл / Человек-ястреб                    | 8  |    |    |    |    |    | 1  | 9   |
| Эми Льюис Пембертон     | Гидеон                                          | 16 | 17 | 18 | 16 | 13 | 14 | 13 | 107 |
| Доминик Пёрселл         | Мик Рори / Тепловая Волна / Хронос              | 16 | 17 | 18 | 16 | 15 | 14 |    | 96  |
| Уэнтуорт Миллер         | Леонард Снарт / Капитан Холод (Земля-1)         | 16 | 4  |    |    |    |    | 1  | 21  |
| Уэнтуорт Миллер         | Леонард «Лео» Снарт / Гражданин Холод (Земля-X) |    |    | 3  |    |    |    |    | 3   |
| Мэтт Летчер             | Эобард Тоун / Обратный Флэш                     |    | 12 |    |    |    |    | 2  | 14  |
| Мэйси Ричардсон-Селлерс | Амая Дживи / Виксен                             |    | 17 | 18 |    |    |    |    | 35  |
| Мэйси Ричардсон-Селлерс | Чарли / Перевёртыш / Клото                      |    |    |    | 14 | 13 |    |    | 27  |
| Ник Зано                | Нэйт Хейвуд / Сталь                             |    | 17 | 18 | 15 | 15 | 15 | 13 | 93  |
| Кинан Лонсдейл          | Уолли Уэст / Кид Флэш                           |    |    | 9  |    |    |    |    | 9   |
| Тала Эши                | Зари Адрианна Томаз / Исида                     |    |    | 16 | 16 | 7  | 5  | 7  | 51  |
| Тала Эши                | Зари Тарази                                     |    |    |    |    | 13 | 13 | 13 | 39  |
| Джес Макаллан           | Ава Шарп                                        |    |    | 13 | 14 | 15 | 15 | 13 | 70  |
| Кортни Форд             | Нора Дарк / Фея Крёстная                        |    |    | 9  | 11 | 7  |    | 1  | 28  |
| Мэтт Райан              | Джон Константин                                 |    |    | 4  | 16 | 14 | 13 |    | 47  |
| Мэтт Райан              | доктор Гвин Дэйвис                              |    |    |    |    |    |    | 9  | 9   |
| Рамона Янг              | Мона Ву / Волчонок                              |    |    |    | 13 | 4  |    |    | 17  |
| Оливия Суонн            | Астра Лог                                       |    |    |    | 2  | 10 | 12 | 13 | 37  |
| Ламоника Гарретт        | Мар Нову / Монитор                              |    |    |    | 1  | 1  |    |    | 2   |
| Адам Чекман             | агент Гэри Грин                                 |    |    | 9  | 13 | 11 | 13 | 13 | 59  |
| Шаян Собхиан            | Бехрад Тарази                                   |    |    |    | 1  | 10 | 13 | 13 | 37  |
| Лиссет Чавез            | Эсперанза «Спунер» Круз                         |    |    |    |    |    | 15 | 13 | 28  |
| Всего эпизодов          | Всего эпизодов                                  | 16 | 17 | 18 | 16 | 15 | 15 | 13 | 110 |

### Второстепенные персонажи
| Каспер Крамп         | Вандал Сэвидж                              | 11 |    |    | 1  |    |    |    | 12  |
| Мартин Донован       | Зейман Дрюс                                | 4  |    |    |    |    |    |    | 4   |
| Алекс Дункан         | Миранда Кобурн                             | 4  |    | 1  |    |    |    |    | 5   |
| Нил Макдонаф         | Дэмиен Дарк                                | 1  | 9  | 10 |    | 1  |    |    | 21  |
| Сара Грей            | Кортни Уитмор/Старгёрл/Мерлин              |    | 5  |    |    |    |    |    | 5   |
| Мэтью МакКолл        | Генри Хейвуд-старший/Командир Сталь        |    | 6  | 1  | 1  |    |    |    | 8   |
| Джон Барроумэн       | Малкольм Мерлин/Тёмный лучник/Ра’с аль Гул |    | 6  |    |    |    |    |    | 6   |
| Кристина Брукато     | Лили Штайн                                 |    | 4  | 4  |    |    |    |    | 8   |
| Хиро Канагава        | директор Беннетт                           |    |    | 4  |    |    |    |    | 4   |
| Трейси Ифигор        | Куаса                                      |    |    | 8  |    |    |    |    | 8   |
| Томас Фрэнсис Уилсон | Генри «Хэнк» Хейвуд-младший                |    |    |    | 9  |    |    |    | 9   |
| Кристиан Кийес       | Дезмонд / Нерон                            |    |    |    | 8  |    |    |    | 8   |
| Сьюзэн Хоган         | Дороти Хейвуд                              |    |    |    | 4  |    |    |    | 4   |
| Дариен Мартин        | Конане / Эль Лобо                          |    |    |    | 5  |    |    |    | 5   |
| Джейн Карр           | Табита / Фея Крёстная                      |    |    |    | 5  |    |    |    | 5   |
| Сара Стрейндж        | Лахесис                                    |    |    |    |    | 7  |    |    | 7   |
| Лиза Мари Дигиачинто | Али                                        |    |    |    |    | 4  |    |    | 4   |
| Мина Сандуолл        | Лита                                       |    |    |    |    | 6  | 2  |    | 8   |
| Джоэнна Вандерхам    | Атропос                                    |    |    |    |    | 5  |    |    | 5   |
| Алийа О'Брайен       | Кэйла                                      |    |    |    |    |    | 6  |    | 6   |
| Раффи Барсумян       | Бишоп                                      |    |    |    |    |    | 7  | 4  | 11  |
| Джакомо Бессато      | Джон Эдгар Гувер / Гувер-бот               |    |    |    |    |    |    | 5  | 5   |
| Всего эпизодов       | Всего эпизодов                             | 16 | 17 | 18 | 16 | 15 | 15 | 13 | 110 |

## Основной состав
| Персонаж | Актер/Актриса           | В каких сезонах появляется | В каких сезонах появляется | В каких сезонах появляется |
| Персонаж | Актер/Актриса           | Основной                   | Повторяющийся              | Приглашенный               |
| --- | ----------------------- | -------------------------- | -------------------------- | -------------------------- |
| |                         |                            |                            |                            |
| Профессор Мартин Штайн / Огненный шторм | Виктор Гарбер           | 1-3                        | -                          | 7                          |
| - Профессор Мартин Штайн / Огненный шторм (†) — учёный, специалист по трансмутации вещества. Является одним из носителей матрицы Огненного Шторма. Друг супергероя Флэша. Впервые Мартина Штайна можно заметить в 1 сезоне сериала «Флэш», на записи взрыва в Лаборатории СТАР, которую Хартли Ратэвэй показал Барри Аллену и команде Флэша. Как выяснилось, во время этого инцидента он и один из учёных Лаборатории СТАР, Ронни Рэймонд, слились в единое целое, в результате чего появилась неправильная версия Огненного Шторма (разум Штайна контролировал тело Рэймонда). Впоследствии был разработан способ разделить их, но оба частично сохранили связь, чувствуя эмоции друг друга. Позже они научились объединяться в правильную версию Огненного Шторма (Ронни контролирует своё тело сам, но голос Штайна всё время звучит у него в голове и даёт советы) и уехали в Питсбург, чтобы научиться управлять матрицей Огненного Шторма. В конце сезона Штайн вместе с Ронни вернулся в Централ-сити, чтобы помочь Флэшу победить Обратного Флэша. В последней серии, «Достаточно быстро», Огненный Шторм влетел в образовавшуюся сингулярность. Во втором сезоне «Флэша» выясняется, что Ронни погиб, поэтому Мартин Штайн больше не может превращаться в Огненного Шторма. Вместо этого он некоторое время помогает команде лишь своим интеллектом. Однако, в конце концов, он начинает медленно умирать, время от времени вспыхивая синим пламенем. В результате Флэшу и его команде пришлось найти замену Ронни в качестве «тела» Огненного Шторма в лице Джекса. После этого Штайн вновь вернулся в Питсбург. В начале первого сезона «Легенд завтрашнего дня» Штайн и его новый напарник, Джекс, учатся командной работе, чтобы действовать максимально эффективно (что у них получается не очень хорошо). Во время очередной ссоры их оглушает Рип Хантер, герой из будущего, который позднее предлагает обоим вступить в его команду. Штайн был воодушевлён перспективой путешествия во времени и, так как Джекс не захотел участвовать в этом, спаивает его и берёт с собой против его воли. Впоследствии они мирятся и постепенно начинают действовать эффективно как вместе, так и по отдельности. В одной из серий Штайна похищает Валентина Восток, работающая на Сэвиджа, с целью стать советским Огненным Штормом, однако воля профессора оказалась слишком сильна, чтобы Валентина могла удержать его внутри себя. После победы над Сэвиджем остаётся в команде Рипа. Во втором сезоне Штайн с остальными Легендами пытаются предотвратить ядерный взрыв в 1942 году, после чего Рип телепортирует его и Джекса в Англию IX века, где оба благодаря технологиям стали придворными волшебниками. Однако вскоре они наскучили маленькому принцу и он приказал их обезглавить. От этой участи их спасают Мик Рори, Рэй Палмер и Нейт Хейвуд и они отправляются искать остальных Легенд. Когда они вернулись в 1942 год. чтобы обезопасить Эйнштейна, их хватает ОСА и Мартин, как самый старший по возрасту, невольно становится лидером Легенд (Рипа Хантера они так и не нашли). Тем не менее вскоре понимает, что не имеет лидерских качеств, и передаёт командование Саре Лэнс. Также вместе с Джексом находит потайной арсенал и прослушивает голосовое сообщение Барри из 2056 года и оба не знают как сообщить услышанное команде. Содержание послания («Не доверяйте Барри Аллену») было раскрыто в кроссовере «Вторжение!». В изменённой реальности, созданной Легионом тьмы, Мартин Штайн работал в лаборатории СТАР, директором которой был Эобарл Тоун, и отчитывался перед Джексом. В эпизодах «Пилотная серия. Часть 2» и «Компромисс» появляется молодая версия Мартина Штайна, которую сыграл актёр Грэм Маккомб. В отличие от старого Штайна он импульсивен и часто думает о своей карьере больше, чем о родных и близких. В результате профессору впоследствии нужно восстанавливать события своей жизни, но подобные действия привели к неожиданному результату — у Штайна появилась взрослая дочь Лили (в основной линии времени у Штайнов не было детей). Несмотря на то, что Лили является временной аномалией, Мартин не желает исправлять это. Во время событий кризиса на Земле-X (в кроссовере 4-х сериалов — Супергёрл, Стрела, Флеш и Легенды завтрашнего дня) Мартин рискуя жизнью выручает команду, но получает при этом ранение от нацистского солдата Земли-Х. Матрица Огненного Шторма временно поддерживает Мартину жизнь за счёт его напарника, но при этом они умирают оба. Чтобы спасти своего напарника, Мартин Штайн просит Джефферсона отдать ему сыворотку, разработанную в Star Labs, которая нейтрализует матрицу Огненного Шторма и разделяет их ментальную связь. Профессор выпивает сыворотку, затем умирает от ранения в 8-й серии 3-го сезона Легенд завтрашнего дня. Образ Мартина Штайна основан на одноимённом персонаже комиксов, одной из частей супергероя Огненного Шторма. - Первое появление: эпизод «Схожу с ума от тебя» телесериала «Флэш» |                         |                            |                            |                            |
| |                         |                            |                            |                            |
| Джефферсон «Джекс» Джексон / Огненный Шторм | Франц Драмех            | 1-3                        | -                          | 7                          |
| - Джефферсон «Джекс» Джексон / Огненный Шторм — автомеханик из Централ-сити, бывший спортсмен. Один из носителей матрицы Огненного Шторма. Джекс был звездой школьной команды по американскому футболу, но по стечению обстоятельств один из матчей совпал по времени со взрывом в Лаборатории СТАР. Отброшенный взрывной волной (на самом деле волной тёмной энергии) он получил тяжелую травму и способность быть носителем матрицы Огненного Шторма. Первое заставило его навсегда забыть о карьере спортсмена и стать автомехаником, а о втором он даже не догадывался, пока к нему не пришли Барри и Циско. Объединившись с профессором Штайном он побеждает Токомака, другого кандидата на роль носителя матрицы, и становится новым «телом» Огненного Шторма. После уезжает в Питсбург, чтобы научиться контролировать новообретённые силы. В первом сезоне «Легенд» он защищает Питсбург, обучаясь командной работе с профессором Штайном, но его импульсивность часто мешает ему осознать полезность советов напарника. Поссорившись после очередной миссии, оба наталкиваются на Рипа Хантера, который предлагает им вступить в его команду. Несмотря на энтузиазм Штайна в отношении путешествий во времени, Джекс не хочет иметь с этим ничего общего, поэтому он очень разозлился после того как профессор споил его и уже бесчувственного притащил на «Волнолёт», корабль времени Рипа. Впоследствии они помирились и постепенно всё лучше понимали друг друга. В одной из серий, когда со Штайном слилась Валентина Восток, он сумел достучаться до Штайна внутри неё, и Восток не выдержала огромной силы воли профессора. В финале сезона пытался починить корабль, но в результате сильно постарел и был возвращён в 2016 год на челноке. Став вновь нормального возраста, он всё же вернулся в 2166 год (при помощи Штайна, который ещё не отправился в 1975 год) и помог победить Вандала. После победы над Сэвиджем остался в команде Рипа. Во втором сезоне Джекс с остальными Легендами пытаются предотвратить ядерный взрыв в 1942 году, после чего Рип телепортирует его и Штайна в Англию IX века, где оба благодаря технологиям стали придворными волшебниками. Однако вскоре они наскучили маленькому принцу и он приказал их обезглавить. От этой участи их спасают Мир Рори, Рэй Палмер и Нейт Хейвуд и они отправляются искать остальных Легенд. Знает «Волнолёт» вдоль и поперёк, благодаря чему вместе со Штайном он находит потайной арсенал и прослушивает голосовое сообщение Барри из 2056 года и оба не знают как сообщить услышанное команде. Кроме того, он стал частью истории: в серии «Отвратности», события которой происходят в период Гражданской войны в США, он заменил собой Генри Скотта, разведчика Севера, погибшего от рук заражённых зомби-вирусом конфедератов, доставил нужные документы генералу Гранту и восстановил историческую победу Севера. В изменённой реальности, созданной Легионом тьмы, работал в лаборатории СТАР, директором которой стал Эобард Тоун, и был требовательным начальником Мартина Штайна. Основан на одноимённом персонаже DC Comics, школьном товарище Ронни Реймонда/Огненного Шторма. - Первое появление: эпизод «Ярость Огненного Шторма» телесериала «Флэш» |                         |                            |                            |                            |
| |                         |                            |                            |                            |
| Рэй Палмер / Атом | Брэндон Рут             | 1-5                        | -                          | 7                          |
| - Рэй Палмер / Атом — промышленник и миллиардер, создавший себе высокотехнологичный костюм на основе энергии белого карлика и использует его в своей супергеройской деятельности как Атома. Друг супергероя Зелёная Стрела. Впервые появляется в третьем сезоне телесериала «Стрела» как новый владелец Куин Консолидейтед, позже переименованной в Палмер Технолоджес. Показан активным энтузиастом и новатором, предложил множество идей, чтобы реабилитировать Старлинг-сити после нападения Детстроука (в том числе и переименовать город). Также он разработал высокотехнологичный костюм, который он назвал АТОМ, и вскоре, благодаря урокам Оливера Куина стал супергероем. Встречался с Фелисити Смоук, но позже они расстались. В конце сезона Рэй понял, что может уменьшаться при помощи своего костюма, но при первом же опыте происходит взрыв. В четвёртом сезоне «Стрелы» считается погибшим и в его честь были реализованы некоторые предложенные им проекты — в частности, город переименовали в Стар-сити. После команда Зелёной Стрелы обнаруживает его в плену у организации УЛЕЙ, живого, но уменьшенного, и спасает его. Однако даже после этого он не желает раскрывать миру, что всё ещё жив. Тем не менее, он время от времени помогает Зелёной Стреле и остальным. В «Легендах завтрашнего дня» он стал одним из тех, кому Рип Хантер предложил стать членом его новой команды и Рэй согласился. Впоследствии он несколько раз встречался с проблемой того, что его высокотехнологичное оборудование наименее всего подходит для путешествий во времени, так как потеря хотя бы одной маленькой детали в прошлом может привести к катастрофическим изменениям во временной линии. Также в одной из серий он попадает в будущее, где технологии АТОМа используют для создания роботов, ставших полицией в условиях авторитарного режима. Первоначально он думал, что это он считается изобретателем этих роботов, но впоследствии выясняется, что это его брат, Сидни. В серии «Ночь Ястреба» он застрял в 1958 году и, прожив в том времени два года, начал роман с Кендрой, даже собирался сделать ей предложение. Однако вернувшись в будущее, они находят очередную инкарнацию Картера и Рэй решает расстаться с девушкой. так как принимает тот факт, что Кендре и Картеру предначертано быть вместе. После победы над Сэвиджем остаётся в команде Рипа. Во втором сезоне Рэй вместе с другими Легендами пытался предотвратить ядерный взрыв, после чего Рип отправил его на миллионы лет назад, в эпоху динозавров, где его нашли Нейт и Мик. Впоследствии он помог найти остальных Легенд, разбросанных по разным временам (всех, кроме Рипа Хантера). В серии «Общество Справедливости Америки» всерьёз начинает задумываться о том, что костюм — единственное, что делает его героем. Поэтому, попав в плен к барону Кригеру, он вызывается помочь изменить сыворотку, купленную у Обратного Флэша, чтобы впоследствии вколоть её себе. Тем не менее он жертвует этим шансом, чтобы спасти жизнь Нейту. Позднее он теряет и костюм, который попал в руки к жестокому сёгуну Токугаве и был уничтожен в битве. После пытался заменить Снарта, используя его ледомёт, но позже понял, что у него остался его интеллект. В серии «Страна беззакония» он крадёт у Квентина Тёрнбула достаточное количество металла карликовой звезды, чтобы создать костюм для Нейта и восстановить свой. В эпизоде «В поисках утраченного искусства» снова теряет костюм, поскольку Легион тьмы изменил историю, не дав Джорджу Лукасу стать режиссёром, из-за чего фильмы, вдохновивших Рэя стать учёным, перестали существовать, но в конце концов вновь вдохновил создателя «Звёздных войн» заняться киноискусством. Позднее выясняется, что его кумиром также является Галлахад, один из рыцарей круглого стола, поэтому, когда Легенды попадают в Камелот и Рэй видит, как Галлахад погиб на его глазах, он сам становится рыцарем как сэр Рэймонд Палмский. Также делал шаги по Луне во время миссии «Аполлон-13». В изменённой реальности работал в лаборатории СТАР, директором которой стал Тоун. Основан на персонаже комиксов с тем же именем, втором супергерое, ставшем известным как Атом. - Первое появление: эпизод «Сара» телесериала «Стрела» |                         |                            |                            |                            |
| |                         |                            |                            |                            |
| Сара Лэнс / Белая Канарейка | Кейти Лотц              | 1 — н. в.                  | -                          | -                          |
| - Сара Лэнс / Белая Канарейка — дочь капитана Квентина Лэнса и сестра Лорел Лэнс/Чёрной Канарейки. В телесериале «Стрела» долгое время считалась погибшей в результате того же кораблекрушения, из-за которого Оливер Куин попал на остров Лиань Ю. Позже, ещё на острове, он встречает её среди экипажа корабля Amazo. Впоследствии Сара выбирается с острова и вступает в Лигу убийц, где встречает Ниссу аль Гул и влюбляется в неё, осознав, что является бисексуалкой. Через два года после возвращения Оливера в Старлинг-сити, она появляется в городе в качестве супергероини Канарейки и время от времени помогает Стреле пока её не убивает Тея Куин, одурманенная Малкольмом Мерлином. Позднее её сестра, Лорел, которая к тому времени уже стала Чёрной канарейкой, воскрешает Сару при помощи Ямы Лазаря, а при содействии Джона Константина — возвращает ей душу. В «Легендах завтрашнего дня» Рип Хантер приглашает Сару в свою команду, целью которой является остановить Вандала Сэвиджа. Показана как мрачная, дерзкая и несколько грубая супергероиня Белая канарейка. Также, несмотря на то, что ей вернули душу после воскрешения в Яме Лазаря, она проявляет симптомы жажды убийства: время от времени впадает в состояние берсерка, часто убивая противников. В одной из серий застряла в 1958 году и вернулась в Лигу убийц, но через два года, когда друзья вернулись за ней, покинула её, подтвердив, что она из будущего. В финале первого сезона отправилась в 1980-е и убивает ставшего временно смертным Сэвиджа. После победы над Сэвиджем осталась в команде Рипа. Во втором сезоне Сара ищет мести за смерть Лорел и ищет любую информацию о Дэмиене Дарке. После того, как в 1942 году она и другие Легенды предотвратили ядерный взрыв в Нью-Йорке, она попала в середину XVII века, в самый разгар Охоты на салемских ведьм. От сожжения на костре её спасло только появление её товарищей. Впоследствии приняла на себя командование «Волнолётом» и стала лидером Легенд. Узнала, что у Мартина есть дочь, пыталась вразумить его, но в итоге смирилась с этим. Во время поисков Копья Судьбы, у неё была наиболее весомая причина воспользоваться им, так как она хотела воскресить Лорел. Тем не менее, когда она получила этот шанс, ей было видение, в которой Лорел сказала, что верит в то что Сара поступит правильно, и в итоге Белая Канарейка просто лишила Копьё силы. В изменённой реальности была наёмной убийцей Дэмиана Дарка. Персонаж Сары Лэнс, как и её сестры, Лорел, основан на образе супергероини Чёрной канарейки. Псевдоним, который Сара использует в «Легендах завтрашнего дня», взят у другого персонажа комиксов — Хуан Чао Рен, лидера Двенадцати Шёлковых Братьев и противницы Чёрной канарейки. - Первое появление: эпизод «Город героев» телесериала «Стрела» |                         |                            |                            |                            |
| |                         |                            |                            |                            |
| Рип Хантер | Артур Дарвилл           | 1-2                        | 3                          | 7                          |
| - Рип Хантер — путешественник и Мастер времени из будущего, который прибыл в настоящее, чтобы спасти мир и свою семью. В первом сезоне «Легенд завтрашнего дня» Рип Хантер является мятежным Мастером времени. Когда-то он нарушил одно из правил — он женился и завёл детей, Мастерам времени это запрещено. Когда же в 2166 году Вандал Сэвидж, захвативший практически весь мир, убивает его жену и сына, Рип, не снискав помощи у других Мастеров времени, идёт против правил второй раз — собрав команду, он намеревается изменить историю и помешать возвышению Сэвиджа. Для этого он направляется в 2016 год и объединяется с Атомом, Огненным Штормом, Белой Канарейкой, Капитаном Холодом, Тепловой волной, Орлицей и Человеком-ястребом. Вместе они путешествуют по различным временам, разыскивая Сэвиджа и мешая его планам, несмотря на то, что некоторое время их преследовал Хронос, наёмный убийца Мастеров времени. Также становится известно, что Рип пытался убить Сэвиджа ещё до того, как собрал команду, отправившись в 1700 г. до н. э. (когда Вандал ещё был смертным) — попытка провалилась, а сам Рип стал известен среди последователей злодея как Гариб. В конце сезона выясняет, что Мастера времени вступили в сговор с Вандалом Сэвиджем, намереваясь предотвратить вторжение танагарцев в 2175 году, но даже зная это, Рип останавливает злодея. После победы над Сэвиджем узнал от Часового о новой угрозе и решил со своей командой (в неполном составе) противостоять ей. Во втором сезоне командует Легендами и ищет с ними временных пиратов. После предотвращения взрыва в Нью-Йорке в 1942 году был вынужден телепортировать членов своей команды по разным временам, после чего исчез, оставив лишь напутственное сообщение. В итоге его находят в Голливуде 1967 года. где он, лишённый воспоминаний, является режиссёром, снимающим фильм о своих похождениях. Легион тьмы берёт его в плен, возвращает память, но делает его злодеем, в результате чего Рип становится его союзником и начинает искать Копьё судьбы, попутно убивая почти всех членов ОСА, которые охраняли обломки артефакта. Тем не менее Легендам удаётся вернуть его в прежнее состояние, после чего он помогает найти последний обломок Копья и помочь уничтожить его. В изменённой реальности он находился внутри уменьшенного «Волнолёта», стоявшего в кабинете Тоуна в качестве украшения. После победы над Легионом тьмы официально передал полномочия капитана «Волнолёта» Саре Лэнс и покинул команду легенд. В июле 2017 года стало известно, что Рип вернётся в третьем сезоне, но как повторяющийся персонаж. В начале третьего сезона, Рип возвращается и объясняет, что сформировал новою организацию на замену Повелителям времени — Бюро времени. Хотя для Легенд прошло менее часа с тех пор, как он их покинул, для Рипа прошло уже более пяти лет. Он и все агенты Бюро считают Легенд слишком опасными, чтобы позволять им путешествовать во времени, однако позже он смягчается и оставляет Легендам «Волнолёт». Персонаж основан на супергерое будущего, сыне Бустера Голда. - Первое появление: «Пилот. Часть 1» |                         |                            |                            |                            |
| |                         |                            |                            |                            |
| Кендра Сандерс / Орлица | Сиара Рене              | 1                          | -                          | -                          |
| - Кендра Сандерс / Орлица — девушка, которая только начинает осознавать, что является одной из множества реинкарнаций древнеегипетской жрицы Чай-Ары. Когда она начала понимать это, проявилась её древняя сущность воительницы и у неё отросли ястребиные крылья, из-за чего она была названа Орлица. Кендра Сандерс приезжает в Централ-сити в финале 1 сезона телесериала «Флэш», как раз, чтобы наблюдать образующуюся над городом сингулярность. Во втором сезоне она работает баристой (девушкой-барменом) в кафе Джиттерс и встречается с Циско. Как становится вскоре понятным, она не подозревает, что является очередной инкарнацией древнеегипетской жрицы Гора, Орлицей. Впервые в этом образе она предстаёт лишь в видениях Циско (хотя ещё в первом сезоне можно заметить её тень на фотографии Флэша в газете из будущего, которую периодически просматривает Харрисон Уэллс). Позднее она встречает Картера Холла, реинкарнацию её возлюбленного, принца Хуфу (Человека-ястреба), который постепенно раскрывает ей тайны её прошлого. После сражения с Сэвиджем в двухчастной истории «Легенды вчерашнего дня»/«Легенды сегодняшнего дня» покидает город вместе с ним. В первом сезоне «Легенд завтрашнего дня» она и Картер в качестве супергероев защищают город Сент-Рох, в котором живут. Вскоре появляется Рип Хантер и предлагает им вступить в команду, цель которой остановить их заклятого врага, Вандала Сэвиджа, возродившегося после последней битвы. Первоначально Кендра не желает сражаться С Вандалом, так как опасается за их очередные жизни, но Картер уговаривает её согласиться. В 1975 году она встречает своего сына (точнее, сына её предыдущей инкарнации, Эдит Бордман) Альдуса Бордмана и узнаёт больше о своём прошлом. Впоследствии она встречала также и своё воплощение из XIX века (имя не называется, но, возможно, её фамилия Хоукс, как и у инкарнации Картера из XIX века). После гибели Картера очень переживает. Застряв в 1958 году начинает роман с Рэем Палмером, с которым вместе прожила два года. Отправившись в 2166 год вместе с вернувшимися друзьями она встречает будущую версию Картера, которая работает на Сэвиджа. После этого Рэй расстаётся с ней. Заставив Картера 2166 года вспомнить всё, она переманивает его на свою сторону и вместе они убивают Сэвиджа. После победы над злодеем решает вместе с Картером покинуть команду Рипа и вернуться в Сент-Рох 2016 года. Образ основан на Кендре Сандерс, втором персонаже комиксов, носившем псевдоним Орлицы. - Первое появление: эпизод «Достаточно быстро» телесериала «Флэш» |                         |                            |                            |                            |
| |                         |                            |                            |                            |
| Картер Холл / Человек-ястреб | Фальк Хенчель           | 1                          | -                          | 7                          |
| - Картер Холл / Человек-ястреб — реинкарнация египетского принца, которому суждено перерождаться вместе с его родственной душой и единственной любовью, Кендрой. Впервые его можно увидеть в ежегодном кроссовере 2015 года, в котором он раскрывает Кендре её прошлое и пытается обучить быть воином. Также он помогает Зелёной стреле и Флэшу убить Сэвиджа в 2015 году. После этого он переехал со своей возлюбленной в Сент-Рох, который защищает вместе с ней в качестве супергероя. Получив от Рипа приглашение в команду, практически сразу соглашается и даже уговаривает Кендру. В 1975 году встречает своего сына (точнее, сына его предыдущей инкарнации, Джо Бордмана), Альдуса Бордмана, который рассказывает ему больше о его предыдущих жизнях. Вскоре погибает от рук Вандала, его смерть сплотила команду. В 2166 году появляется его будущая инкарнация, которая ничего не помнит о прошлых жизнях и работает на Сэвиджа. Позже он всё же вспоминает и объединяется с Кендрой, помогая ей убить версию Сэвиджа из 2166 года, тем самым лишив злодея возможности вновь возродиться. После этого отправился в Сент-Рок 2016 вместе с Кендрой, чтобы остаться с ней и заменить своё предыдущее воплощение. В серии «Великолепная восьмёрка» также упоминается Галлибал Хоукс, воплощение Картера из XIX века. Персонаж основан на одноимённом супергерое комиксов. - Первое появление: эпизод «Легенды сегодняшнего дня» телесериала «Флэш» |                         |                            |                            |                            |
| |                         |                            |                            |                            |
| Мик Рори / Тепловая Волна | Доминик Пёрселл         | 1 — 6                      | -                          | -                          |
| - Мик Рони / Тепловая Волна / Хронос — пироман и суперзлодей, который использует огнемет производства Лаборатории СТАР, чтобы совершать преступления вместе со своим напарником, Леонардом Снартом. Мик Рори — напарник Леонарда Снарта/Капитана Холода. Впервые его можно заметить в конце серии «Да наступит беспредел» телесериала «Флэш», когда Снарт передаёт ему огнемёт производства Лаборатории СТАР. Впоследствии не раз объединялся с ним для совместного совершения преступлений, но каждый раз терпел поражение от Флэша. В начале первого сезона он, как и Леонард Снарт, получает приглашение вступить в команду Рипа, но первоначально хочет отказаться, так как, по его заявлению, «мы не герои». Однако Леонард сумел уговорить его, соблазнив большой добычей и безнаказанностью преступлений. На корабле он часто ссорился со всеми, а в один прекрасный день стал замечать, что его напарник исправляется, больше становится похожим на героя. Это сильно не нравится Мику и в конце концов между ним и Снартом происходит сильная размолвка, после которой Снарт оставляет его в неизвестном месте и времени. Там его подбирают Мастера времени, долго обучают его (по заверениям Мика, «миллиарды лет») и превращают его в своего наёмного убийцу, Хроноса. В этом качестве он и преследует бывших соратников и прошлого себя всю первую половину сезона. В одной из серий он пленит Снарта, чтобы отомстить ему и раскрывает личность. Позже остальные члены команды Рипа освобождают Капитана Холода и захватывают его самого и содержат в камере на корабле до тех пор, пока Мик снова не становится прежним и не возвращается в команду. После гибели Снарта разозлился, впоследствии убил версию Вандала Сэвиджа из 1950-х. После победы над злодеем остался в команде Рипа. Во втором сезоне он с другими Легендами защищает историю от временных пиратов. В попытке предотвратить ядерный взрыв в Нью-Йорке в 1942 году он был ранен и погружён Рипом в стазис на борту «Волнолёта», где его, не постаревшего ни на день, находят Оливер Куин и Натан Хейвуд. Именно с его слов они узнают, что случилось с командой. Впоследствии при помощи Нейта находит своих товарищей и отправляется дальше. В серии «Отвратности» его кусает зомби и он превращается в одного из них, но его спасает Рэй. В благодарность Мик отдаёт Палмеру курку и ледомёт Снарта, пытаясь сделать того своим напарником, но вскоре понимает что у Рэя своя судьба и сам же просит его быть самим собой. В определённый момент предаёт команду, возобновив сотрудничество со Снартом, молодую версию которого Тоун завербовал в Легион тьмы, но вскоре понял свою ошибку и помог победить злодеев. Мечтал попасть на Арубу, в финале второго сезона проложил курс туда, но из-за временной бури «Волнолёт» совершил вынужденную посадку в Лос-Анджелесе. Персонаж основан на одноимённом суперзлодее комиксов, одном из тех, кто стал известен как Негодяи. Псевдоним, под которым Мик Рори был известен как наёмный убийца Мастеров времени — прозвище нескольких суперзлодеев Вселенной комиксов DC и одновременно имя древнегреческого бога, персонификации времени. - Первое появление: эпизод «Да наступит беспредел» телесериала «Флэш». |                         |                            |                            |                            |
| |                         |                            |                            |                            |
| Леонард Снарт / Капитан Холод | Уэнтуорт Миллер         | 1                          | 2                          | 7                          |
| - Леонард Снарт / Капитан Холод (†) — суперзлодей с тяжелым детством, умен и расчетлив, использует криопушку производства Лаборатории СТАР, чтобы совершать преступления вместе со своим напарником, Миком Рори. В первом сезоне «Флэша» Леонард Снарт преступник, который похитил оборудование из Лаборатории СТАР, в том числе криопушку, которую впоследствии использует как Капитан Холод, и огнемёт, который он передал своему напарнику, Мику Рори. С последним, а также со своей сестрой, Лизой, он периодически объединялся против Флэша, но постоянно терпел поражение от супергероя. Несмотря на то, что позиционирует себя как злодея, у него можно заметить много положительных качеств. Он очень сильно любит свою сестру, постоянно заботится о ней, готов умереть ради неё. Также у него есть подобие кодекса чести, который он практически не нарушает (так, заключив с Флэшем сделку, что не будет никого убивать и сохранит тайну личности супергероя, он нарушил её условия лишь однажды, убив злодея Дезболта). В первом сезоне «Легенд завтрашнего дня» получает приглашение вступить в команду Рипа, как и Мик, и, в отличие от последнего, видит в этом массу возможностей. Он уговаривает своего напарника отправиться с ним, пообещав большой куш без каких-либо последствий. Тем не менее он пытается извлечь практическую пользу из путешествий во времени: он крадёт крупный изумруд, который должен был украсть его отец, чтобы того не посадили и, как следствие, Снарт-старший не стал жестоким, избивающим своих детей отцом (эта затея провалилась). Впоследствии как сам Леонард, так и Мик Рори, стали замечать, что он постепенно исправляется, превращается в героя. Это привело к большим разногласиям между напарниками, после чего Снарт оставил Мика в неизвестном времени и месте, объявив остальным, что убил его. Позже преследующий команду Хронос похищает Капитана Холода и раскрывает, что он Мик Рори. После освобождения из плена и захвата Хроноса он был за то, чтобы сохранить ему жизнь. В конце сезона жертвует собой, чтобы уничтожить артефакт Мастеров времени под названием Око. Позднее Мик в баре общается с Леонардом из 2013 года. Во втором сезоне Мику Рори некоторое время предстаёт галлюцинация в виде Снарта, который упрекает Рори в том, что он размяк и перестал быть настоящим мужчиной. Впоследствии Тоун находит Снарта в то время, когда тот ещё не начал путешествовать с Легендами (то есть ещё является злодеем) и вербует в Легион тьмы. В изменённой реальности являлся криминальным авторитетом Централ-сити, которого боялась даже полиция. После поражения от Легенд вернулся в своё время, потеряв все воспоминания о будущем и Легионе тьмы. По словам создателей вернётся в третьем сезоне. Персонаж основан на Капитане Холоде, суперзлодее и заклятом враге Флэша Серебряного века, основателе и лидере команды Негодяев. - Первое появление: эпизод «Да наступит беспредел» телесериала «Флэш» |                         |                            |                            |                            |
| |                         |                            |                            |                            |
| Гидеон | Эми Пембертон           | 1 — н. в.                  | -                          | -                          |
| * Гидеон — искусственный интеллект из будущего. Данная версия Гидеона установлена в компьютерные системы «Волнолёта» и производит необходимые расчёты для путешествий во времени. Создан Барри Алленом из будущего. Гидеон, искусственный интеллект из будущего, делающий расчёты для различных персонажей. Первая версия ИИ, которую озвучила актриса Морена Баккарин, была установлена в секретной комнате Лаборатории СТАР и следила за событиями будущего для Эобарда Тоуна/Обратного Флэша, который скрывался под именем и внешностью доктора Харрисона Уэллса. Впоследствии её обнаруживают Барри, Циско и Кейтлин. Дальнейшая судьба неизвестна В «Легендах завтрашнего дня» появляется другая модель Гидеона, установленная в компьютерные системы «Волнолёта», корабля времени Рипа Хантера, и производящая расчёты для путешествий во времени и отслеживающая изменения во временной линии. Особой роли в сюжете не играет. Эми Пембертон также исполнила роль человеческого воплощения Гидеон в эпизодах «Затерянный мир» и «Аруба-кон». Гидеон фигурирует только в сериалах. - Первое появление: эпизод «Отключение энергии» телесериала «Флэш» |                         |                            |                            |                            |
| |                         |                            |                            |                            |
| Нэйтан Хейвуд / Сталь | Ник Зано                | 2 —7                       | -                          | -                          |
| - Нейт Хейвуд — историк, внук члена Общества Справедливости Америки, супергероя Генри Хейвуда / Командира Стали. В мае 2016 года создатели объявили, что во втором сезоне «Легенд завтрашнего дня» к команде «Волнолёта» присоединятся два новых героя — один мужчина и одна женщина. Спустя месяц поступила информация, что новым супергероем-мужчиной, который будет путешествовать с Рипом Хантером, станет Нейт Хейвуд. Во втором сезоне он находит мэра Оливера Куина и просит его помочь спасти Легенд. Он вычислил, где находится «Волнолёт», а также, что Куин является Зелёной стрелой. Выслушав историю Мика он присоединяется к команде Легенд в качестве историка. Его кровь не свёртывается, поэтому когда он получил серьёзное ранение Рэю, чтобы спасти Нейту жизнь, пришлось вколоть ему единственную дозу сыворотки, которую Палмер украл у барона Кригера. В результате Хейвуд научился превращать своё тело в металл и взял себе псевдоним Сталь. Тестируя свои возможности он выпал из «Волнолёта» и попал в Японию периода сёгуната Токугава, где спас семью Ямаширо, уничтожив костюм Атома, попавший в руки сёгуна. Первоначально не знал, как пользоваться своей способностью, но впоследствии учится ею пользоваться. В серии «В поисках утраченного искусства» выясняется, что в детстве Нейта вдохновляли фильмы Джорджа Лукаса, поэтому когда Легион тьмы изменил историю, в результате чего Джордж Лукас так и не стал режиссёром, Нейт перестал быть учёным. Тем не менее ему и Рэю удалось вдохновить создателя «Звёздных войн» вернуться к киноискусству. Пытался спасти своего деда от смерти, но тот пожертвовал своей жизнью, чтобы спасти Легенд и экипаж «Аполлона-13», передав через Нейта сообщение своему маленькому сыну. В изменённой реальности стал теоретиком заговора, живущим в подвале мамы, и считающим, что мир вокруг него не настоящий (что было отчасти правдой). В четвёртом сезоне, решает уйти из Легенд в Бюро времени, отчасти чтобы забыть Амайю, и отчасти чтобы наладить отношения с отцом, который курирует Бюро. Персонаж основан на одноимённом персонаже комиксов, третьем, кто носил псевдоним Командор Сталь. - Первое появление: «Вне времени» |                         |                            |                            |                            |
| |                         |                            |                            |                            |
| Амайя Дживи / Виксен | Мэйси Ричардсон-Селлерс | 2 —5                       | -                          | -                          |
| - Амайя Дживи / Виксен — африканка, хранительница священного ожерелья, известного как Тотем Танту и наделяющего его обладателя свойствами различных животных. Бабушка Мари МакКейб. В мае 2016 года создатели объявили, что во втором сезоне «Легенд завтрашнего дня» к команде «Волнолёта» присоединятся два новых героя — один мужчина и одна женщина. В начале июня стало известно, что новой супергероиней, путешествующей с Рипом Хантером, станет Виксен, но при этом ею будет не Мари МакКейб. В конце того же месяца было названо настоящее имя персонажа — Амайя Дживи, она является родной бабушкой Мари, а её роль сыграет английская актриса Мэйси Ричардсон-Селлерс. Во втором сезоне Амайя Дживи первоначально предстаёт как член Общества Справедливости Америки. Впоследствии, когда Обратный Флэш убил Рекса Тайлера, она, неправильно поняв последние слова товарища, винит во всём Легенд и проникает на «Волнолёт». Когда же ситуация разъяснилась, Амайя присоединяется к команде и отправляется разыскивать убийцу Рекса, попутно помогая своим новым товарищам в миссиях. В процессе путешествия с легендами, у неё завязались романтические отношения с Нейтом Хейвудом. Также в определённый момент она узнаёт, что случится с её деревней и её потомками в будущем. В изменённой реальности была одной из наёмных убийц Дэмиана Дарка. После победы над Легионом тьмы хотела уйти из команды, но Нейт уговорил её остаться. В финале третьего сезона после уничтожения Маллуса, Амайя покидает легенд и возвращается в Замбези. Персонаж Виксен основан на одноимённой супергероине комиксов. Персонаж Амайи Дживи создан специально для сериала. - Первое появление: «Вне времени» |                         |                            |                            |                            |
| |                         |                            |                            |                            |
| Эобард Тоун / Обратный Флэш | Мэтт Летчер             | 2                          | -                          | 7                          |
| - Эобард Тоун / Обратный Флэш — враг Флэша, злой спидстер из будущего. Когда-то восхищался Флэшем и даже повторил инцидент, давший герою его силы, но вскоре узнал, что ему суждено стать заклятым врагом Барри Аллена. Главный антагонист второго сезона. Впервые появляется в первом сезоне телесериала «Флэш» под маской учёного и основателя Лаборатории СТАР Хариссона Уэллса (в исполнении Тома Каваны). Он помогает Флэшу стать сильнее, но только затем, чтобы тот помог ему вернуться назад в будущее. Позднее появляются его более ранние версии, которые ещё не убили Харрисона Уэлса и не взяли себе его внешность. По словам создателей, он объединит усилия с Дэмианом Дарком, Капитаном Холодом и Малкольмом Мерлином, чтобы стать новой угрозой для мира, Легионом Смерти. Во втором сезоне Тоун путешественник во времени, который помогает Дарку в различных злодейских планах: В 1942 году он помогает в разработке ядерной бомбы для нацистов и продаёт барону Кригеру образец сыворотки для создания супер-солдат, а в 1987 году вступает с Дарком в союз, чтобы тот предотвратил судьбу, предсказанную Сарой Лэнс. Также после событий четвёртого сезона «Стрелы» он находит Малкольма Мерлина, с которым также заключает союз. Как выяснилось, после того как его предок Эдди Тоун пожертвовал собой в финале первого сезона «Флэша», Тоун должен исчезнуть из реальности, поэтому его постоянно преследует Чёрный Флэш, чья задача — стереть Эобарда из существования. Чтобы не допустить этого, злой спидстер собирает Легион Смерти, состоящий из него самого, Дарка, Мерлина, а позднее Рипа и Снарта, чтобы найти Копьё Судьбы и переписать реальность. Первое время не доверяет своим товарищам, но в итоге они убеждают его, что лучше ему довериться им. В изменённой реальности он является директором лаборатории СТАР и держит Чёрного Флэша в заточении. Также он создаёт особый реактор, в котором хочет уничтожить Копьё судьбы, чтобы никто не смог вернуть старую реальность. В конце сезона после битвы с Легендами стерт из реальности Черным флэшем. В 4 части кроссовера Кризис на Земле-X, которая выпала как раз на серию Легенд, Тоун дрался с Флэшем, но был побежден. Роль уже исполнил Том Кавана. В основе персонажа лежит образ Профессора Зума из комиксов издательства DC Comics. - Первое появление: «Пилотная серия» (как Харрисон Уэллс) и «Трикстеры» (как Эобард Тоун) телесериала «Флэш» |                         |                            |                            |                            |
| |                         |                            |                            |                            |
| Дэмиен Дарк | Нил Макдонаф            | 3                          | 2                          | 1, 5                       |
| - Дэмиен Дарк — бывший член Лиги Убийц, а ныне глава Организации У. Л. Е. Й. Стал главным антагонистом в четвёртом сезоне телесериала «Стрела», сражался против Зелёной Стрелы, был побеждён им. В первом сезоне «Легенд завтрашнего дня» среди желающих купить ядерную боеголовку у Сэвиджа появляется его более молодая версия (без магических способностей). По словам создателей, Дэмиан Дарк объединит усилия с Леонардом Снартом / Капитаном Холодом, Малкольмом Мерлином / Ра’сом аль Гулом и Эобардом Тоуном / Обратным Флэшем, чтобы стать новой угрозой для мира — Легионом Смерти. Во втором сезоне Дарк также не имеет магических способностей, а использует свой интеллект и свои связи, чтобы манипулировать событиями. В 1942 году он похищает помощницу Эйнштейна и помогает нацистам создать ядерную бомбу. В 1987 году становится ближайшим советником президента Рейгана и пытается сорвать подписание договора о РСМД. Узнав от Сары Лэнс, какая судьба его ожидает, решает объединить усилия с Обратным Флэшем, чтобы предотвратить это. Стал членом Легиона Смерти. В изменённой реальности стал мэром Стар-сити и вернул себе магические способности. После поражения от Легенд вернулся в своё время, утратив все воспоминания о будущем и Легионе смерти. В третьем сезоне появляется Дарк из настоящего времени после смерти от рук Зелёной стрелы, которого воскрешает его дочь Нора. Он собирает команду из Норы, Куасы и гориллы Гродда чтобы помочь демону Маллусу освободиться из его темницы. В течение сезона Дарк неоднократно демонстрировал свою любовь к дочери, и под конец понимая, что после освобождения Маллуса Нора исчезнет навсегда он объединяется с легендами. В итоге Дарк жертвует собой позволяя Маллусу вселится в себя вместо Норы. В основе персонажа лежит одноимённый образ из комиксов издательства DC Comics. - Первое появление: «Зелёная стрела» телесериала «Стрела» |                         |                            |                            |                            |
| |                         |                            |                            |                            |
| Зари Адрианна Томас | Тала Эш                 | 3 — н. в.                  | -                          | -                          |
| - Зари Адрианна Томас — компьютерный хакер из 2042 года, который живёт двойной жизнью, питаясь от неизвестного мистического источника. Американка, имеет мусульманские корни. По словам Марка Гуггенхайма, они решили добавить супергероя с мусульманскими корнями под влиянием политической ситуации, сложившейся после выборов в США 2016 года. С помощью воздушного тотема, Зари умеет управлять стихией воздуха, что, кроме прочего, позволяет ей летать. В основе лежит одноимённый персонаж из комиксов издательства DC Comics, известный как Исида. - Первое появление: «Зари» |                         |                            |                            |                            |

## Расширенная вселенная
\Ниже представлены персонажи, приглашённые и повторяющиеся, которые появляются в нескольких сериалах Вселенной Стрелы. в том числе и «Легендах завтрашнего дня».
- Доктор Альдус Бордман (Питер Фрэнсис Джеймс) (†) — профессор культуры классицизма в Университете Сент-Роха. Обладает обширными знаниями касательно биографий Чай-Ары/Кендры и Принца Хуфу/Картера. Впервые появился в телесериале «Стрела»[15]. Является сыном Эдит и Джо Бордманов, предыдущих инкарнаций Кендры и Картера. Появляется в серии «Пилот. Часть 1», где раскрывает Кендре и Картеру больше об их с Сэвиджем прошлом. Был смертельно ранен Хроносом и умер в лазарете корабля.
- Барри Аллен / Флэш (Грант Гастин) — судмедэксперт Полицейского управления Централ-Cити, получивший способность развивать сверхскорость после удара молнии. В серии «Сёгун» Джекс и Мартин Штайн находят на «Волнолёте» потайную комнату, в которой включают голосовое сообщение, записанное Барри в 2056 году. Также появляется в кроссовер-сериях «Вторжение!» и «Кризис на Земле-X».
- Вандал Сэвидж (Каспер Крамп)[16] — бессмертный древнеегипетский жрец возрастом в 4000 лет, который на протяжении всей истории человечества манипулировал королями, тиранами и диктаторами, чтобы получить власть над миром. Главный антагонист первого сезона. Впервые появляется в ежегодном кроссовере 2015 года. По сюжету Стрела и Флэш объединяются с Кендрой и Картером, чтобы убить Сэвиджа, от руки которого погибли предыдущие воплощения Орлицы и Человека-ястреба (что каждый раз делало злодея сильнее). В 2166 году захватил весь мир (как оказалось, чтобы предотвратить вторжение танагарцев в 2175 году) и убил семью Рипа. Впоследствии периодически появляются его версии из различных времён, планы которых рушатся из-за команды, собранной Рипом. В своё время собрал вокруг себя культ, который снабжает кровью погибших инкарнаций Орлицы и Человека-ястреба, что даёт им долголетие. Его версия из 2166 года погибла от руки Кендры, что лишило его возможности возродиться. В 1950-х годах его убил Мик Рори, а в 1980-х — Сара Лэнс / Белая канарейка.
- Джон Диггл / Спартанец (Дэвид Рэмси) — бывший телохранитель и лучший друг Оливера Куина. Появляется в кроссовер-сериях «Вторжение!» и «Кризис на Земле-X».
- Джон Диггл-младший / Коннор Хоук / Зелёная стрела (Джозеф Дэвид-Джонс) — сын Джона Дигла. В 2046 году (возможно, альтернативном), защищает Стар-сити, захваченный новым Детстроуком, как Зелёная стрела. Винит себя в том, что не смог спасти отца, поэтому и сменил имя на Коннор Хоук. В эпизоде «Парадокс» телесериала «Флэш» имеется намёк, что его имя Джон Диггл-младший, сын Джона Диггла, который родился вместо Сары в пост-Флэшпоинте.
- Кара Зор-Эл / Кара Денверс / Супергёрл (Мелисса Бенойст)[17] — супергероиня из параллельной вселенной, главная героиня телесериала «Супергёрл». Подруга Флэша. Появляется в кроссовер-сериях «Вторжение!» и «Кризис на Земле-X».
- Квентин Лэнс (Пол Блэкторн) (†) — капитан полиции Стар-сити, отец Лорел и Сары Лэнс. В серии «Последнее пристанище», в сцене, события которой происходят в 2007 году, появляется детектив Лэнс. Он читает нотации своей дочери Саре, когда на участок нападает Пилигрим, злодейка, охотящаяся на молодые версии команды Рипа. Также его можно увидеть в серии «Легендарные» — в 2016 году он приходит вместе с Сарой на могилу Лорел.
- Кейтлин Сноу (Даниэль Панабэйкер) — специалистка в области биоинженерии. Соратница супергероя Флэша. Появляется в кроссовер-сериях «Вторжение!» и «Кризис на Земле-X».
- Кларисса Штайн (Изабелла Хофман) — супруга доктора Штайна. Появляется в сериях «Река времени» (во флэшбеке) и «Легендарные», где уговаривает Мартина вернуться к команде Легенд, а также в кроссовер-серии «Кризис на Земле-X». В серии «Последние пристанище» команда спасает Клариссу от Пилигрима. Также в сериях «Пилот. Часть 2» и «Компромисс» появляется более молодая версия Клариссы, из 1975 и 1987 года соответственно.
- Лорел Лэнс / Чёрная канарейка (Кэти Кэссиди) (†)[18] — юристка, ночью действует как супергероиня и одна из соратниц Зелёной Стрелы. В бою использует ультразвук и навыки рукопашного боя. В серии «Пилот. Часть 1», уговаривает сестру Сару принять предложение Рипа и передаёт ей костюм Белой канарейки. В серии «Аруба» появляется в виде галлюцинации, созданной Копьём Судьбы.
- Льюис Снарт (Джейсон Бьюдоин) (†) — бывший офицер полиции, ныне вор с большим криминальным прошлым, жестокий отец Леонарда и Лизы Снартов. Впервые появился в эпизоде «Семья негодяев» телесериала «Флэш» (в исполнении Майкла Айронсарда), где вынудил Леонарда пойти с ним на дело, вживив в голову Лизы бомбу. В «Легендах завтрашнего дня» он ещё совсем молод и только готовит своё первое крупное ограбление — кражу изумруда. Так как Леонард знал, что за это Льюис попадёт в тюрьму, а когда выйдет, начнёт регулярно избивать детей, то украл изумруд вместо него и просто передал его Снарту-старшему. Однако в итоге Льюис Снарт всё равно попал в тюрьму, на этот раз за попытку продать краденный изумруд.
- Малкольм Мерлин / Тёмный Лучник / Ра’с аль Гул (Джон Барроумэн)[19] (†) — бывший лидер Лиги Убийц, один из врагов Оливера Куина / Зелёной Стрелы и биологический отец Теи Куин. Объединился с Эобардом Тоуном и Дэмианом Дарком, чтобы изменить свое прошлое с помощью Копья Судьбы. Один из главных антагонистов второго сезона, член Легиона Смерти, целью создания которого было найти Копьё Судьбы и при его помощи переписать реальность. В изменённой реальности его семья была жива, а потерянная во время событий четвёртого сезона «Стрелы» рука вновь оказалась цела. После поражения от Легенд вернулся в своё время, утратив воспоминания о будущем и Легионе Смерти.
- Нисса аль Гул[англ.] (Катрина Ло) — дочь Ра’са аль Гула, влюблена в Сару Лэнс. В серии «Оставленное позади» появляется во флэшбеке. В той же серии, в 1960-м году, Сара говорит Ра'с уль Гулу, что у него родится вторая дочь (Нисса), и что он должен послать её на остров Лян Ю в 2012-м году. Таким образом, Сара гарантирует, что встретится с Ниссой в будущем.
- Оливер Куин / Зелёная стрела (Стивен Амелл)[20] — главный герой телесериала «Стрела», бывший плейбой-миллиардер, который провёл 5 лет на острове. Защищает родной город, Стар-сити, как супергерой Зелёная стрела. Появляется в серии «Пилот. Часть 1», в которой даёт обещание Рэю Палмеру рассказать команде о том, куда исчез Атом, если не вернётся. В серии «Стар-сити, год 2046», действие которой происходит в 2046 году (возможно, альтернативном), появляется пожилой Оливер Куин, который был побеждён новой версией Детстроука и потерял руку. С тех пор он считается погибшим и не является супергероем, однако позднее, встретив команду Рипа, снова возвращается в строй. В серии «Вне времени» к Оливеру из 2016 года обращается Нейт Хейвуд, вместе с которым Куин находит «Волнолёт» на дне Атлантического океана и узнаёт от Мика Рори о судьбе команды. Также появляется в кроссовер-сериях «Вторжение!» и «Кризис на Земле-X».
- Ра’с аль Гул (Мэтью Нэйбл) (†) — глава террористической организации «Лига Убийц» и главный антагонист третьего сезона «Стрелы». В серии «Оставленное позади» появляется его молодая версия из 1960 года. Первым догадался о том, что Сара из будущего.
- Талия аль Гул (Милли Уилкинсон)[21][22] — дочь Рас аль Гула, сестра Ниссы. В пятом сезоне «Стрелы» появляется взрослая Талия.
- Фелисити Смоук (Эмили Бетт Рикардс) — компьютерная специалистка, работала в Куин Консолидейтед, пока компанию не купил и не переименовал Рэй Палмер. После этого она получила повышение до заместителя, а позднее и возглавила Палмер Технолоджес. В серии «Стар-сити, год 2046», действие которого происходит в 2046 году (возможно альтернативном) компания названа её именем — Смоук Технолоджес. В серии «Река времени» появляется во флэшбеке. Также появляется в кроссовер-сериях «Вторжение!» и «Кризис на Земле-X». В серии «Мир смерти» появляется как Чёрная Канарейка в альтернативной реальности, созданной Легион смерти, где погибает от рук Сары, работающей на Дэмиана Дарка.
- Циско Рамон / Вайб (Карлос Вальдес) — гений машиностроения, является самым молодым членом команды учёных в лаборатории СТАР Лабс. Соратник супергероя Флэша. В начале второго сезона сериала Флэш встречался с Кендрой. Появляется в серии «Безотказный» в видении доктора Штайна. Также по словам Лорел, является создателем костюма Белой канарейки. Также появляется в кроссовер-сериях «Вторжение!» и «Кризис на Земле-X».
- Элеанор Дарк (Кортни Форд) — дочь Дэмиана Дарка. Впервые появляется в четвёртом сезоне телесериала «Стрела», где предстает маленькой девочкой. В третьем сезоне «Легенд завтрашнего дня» появляется уже взрослая Элеанор, которая наравне с отцом выступает в качестве одной из противниц Легенд. После гибели матери и смерти Дэмиана от рук Зелёной Стрелы стала одержима демоном Маллусом, а также жила в психиатрических лечебницах под чужим именем. В серии «Дорогой папа» Джон Константин при поддержке Легенд пытается изгнать из неё демона, но безуспешно. Тогда же она присоединяется к таинственному ордену, поклоняющемуся Маллусу, чтобы с помощью его силы однажды воскресить Дэмиана, что удается ей в серии «Возвращение Мэка». Показана, как жестокая и хладнокровная исполнительница воли Маллуса, однако, когда власть демона над ней временно ослабла, проявляла больше добрых эмоций по отношению к окружающим. В серии «Хороший, плохой и пушистый» почти превращается в демона, но оказывается спасена Рэем и Дэмианом Дарком, который занимает её место в качестве сосуда Маллуса. Вместе с Легендами и их друзьями участвует в битве против армии Цезаря, Черной Бороды и Фрейдис на Диком Западе. В финале сезона арестована агентами Бюро Времени. Перед прощанием Рэй говорит Норе, что ее отец хотел бы, чтобы у девушки был второй шанс и отдает ей волшебный камень, позволяющий путешествовать сквозь время. Позже, Нора добровольно сдаётся Бюро времени, чтобы поплатиться за грехи.
- Джон Константин (Мэтт Райан) — детектив-экзорцист, защищающий мир от тёмных сил извне. Циничный и самодовольный, но благородный и отважный. Появляется в серии «Дорогой папа»  в которой легенды помогают ему изгнать демона Маллуса из Норы Дарк, но безуспешно. Благодаря своим связям узнает о существовании шестого Тотема Ананси - Тотема Смерти, который принадлежал шестому племени Замбези, вставшему на сторону Маллуса. Чуть позже Джона находят Ава и Гэри, которые просят его о помощи в поисках Легенд и спасении одержимой Маллусом Сары. Тот пытается войти в измерение Маллуса, но демон его не пускает. Тогда, благодаря Гэри, Константин понимает, что нужно искать не демона или команду, а Тотем Смерти, и благополучно находит путь на борт Волнолёта. Там он вступает в противостояние с Маллусом в теле Лэнс. Демон соблазняет Джона, обещая вернуть Астру, если он оставит Сару ему. В ответ экзорцист заявляет, что из ада нет обратной дороги и вновь безуспешно пытается изгнать противника. В финале сезона вместе с Гэри появляется на пляже Арубы и демонстрирует Легендам голову драконоподобного существа, говоря, что Маллус - не единственный, кто выбрался из заточения.
- Уолли Уэст / Кид Флэш (Кинан Лонсдейл) — супергерой Централ-Сити, спидстер. Ученик Барри Аллена, впервые появляется в 9 серии второго сезона сериала "Флэш", где фигурирует до сих пор. Из за разрыва с Джесси Квик, покинул команду Флэша, и по рекомендации Рипа Хантера присоединился к Легендам. Как и остальные члены команды, участвовал в финальной битве против Маллуса на Диком Западе.

## Второстепенный состав

### Первый сезон
- Зейман Дрюс (Мартин Донован) (†) — Мастер времени, наставник Рипа Хантера. Рассказал Рипу о будущем вторжении танагарцев и о существовании артефакта под названием Око, при помощи которого Мастера времени манипулировали Рипом и его командой, чтобы помочь Сэвиджу прийти к власти и объединить землян для противостояния пришельцам. Погиб при взрыве Ока.
- Рекс Тайлер / Часовой (Патрик Джей Адамс) (†) — член Общества Справедливости Америки. Впервые появился в финале первого сезона, предупреждая Легенд об их гибели в 1942-м, прежде чем исчезнуть. В 1942-м, Тайлер является лидером ОСА, но затем гибнет от руки Эобарда Тоуна, что объясняет его исчезновение в будущем. По-видимому, в другой хронологии он помешал бы планам Тоуна, за что злодей и убил его.

### Второй сезон
- Генри Хейвуд-старший / Командир Сталь (Мэтью МакКолл) (†) — дедушка Натана Хейвуда и член Общества Справедливости Америки[23]. Как и прочие члены ОСА получил задание охранять обломок Копья Судьбы. Свою часть Хейвуд-старший спрятал внутри флага. установленного на Луне. Погиб, пожертвовав собой ради спасения Легенд и экипажа «Аполлона-13».
- Кортни Уитмор / Старгёрл / Мерлин (Сара Грей) — член Общества Справедливости Америки[24]. Получив задание, охранять обломок Копьё Судьбы, попала в Камелот, где спрятала свою часть внутри меча в камне и сформировала рыцарей Круглого стола. Была влюблена в Артура. Отдала обломок копья Рэю, когда узнала, что он стал рыцарем, и осталась жить в Камелоте.

### Третий сезон
- Ава Шарп (Джес Макаллан) — член Бюро Времени[25]. Считает Легенд дилетантами, которым нельзя доверять возможность путешествовать во времени. Оспаривает решение Рипа оставить им «Волнолёт». В рукопашном бою не уступает Саре. Поначалу относилась к Легендам с нескрываемым презрением, но впоследствии смягчилась, также у неё начался роман с Сарой. В эпизоде "Я Ава" выясняется что Ава является клоном из 2213 года. Впоследствии директор Бюро времени.
- Маллус (голос - Джон Ноубл) (†) — могущественный демон, которым одержима Нора Дарк. Главный антагонист третьего сезона. В финале сезона был уничтожен огромной куклой Бибо, которую создали легенды с помощью силы шести тотемов.
- Гэри Грин (Адам Чекман) — член Бюро Времени[25].  Помощник Авы Шарп, часто попадает в неловкие ситуации.
- Куаса (Трейси Ифигор)[26] — внучка Амайи Дживи и сестра Мари МакКейб, мечтающая завладеть священным Тотемом Танту, дающий обеим способность копировать силы различных животных. Впервые появляется в первом сезоне анимационного веб-сериала «Виксен», в котором её озвучила Аника Нони Роуз. Была убита генералом Бенату Эшу и воскрешена последователем Маллуса. В течение сезона выступала на стороне демона Маллуса, но потом помогла легендам, за что Маллус убил её вырвав тотем воды из её груди. Впоследствии после того как легенды спасли Замбези, судьба Куасы изменилась : она не стала злодейкой а разделила Тотем Танту со своей сестрой и стала защитницей Замбези.
- Гродд (голос — Дэвид Соболов) — сверхумная горилла со способностями к телепатии. Враг супергероя Флэша.

### Четвёртый сезон
- Генри «Хэнк» Хейвуд-младший (Томас Фрэнсис Уилсон) — сын покойного Командира Сталь и отец Нейта. Работает на правительство США и курирует Бюро времени. Налаживает отношения с сыном. Некоторое время сотрудничал с Нероном, но был убит им после того как решил разорвать союз.
- Мона Ву (Рамона Янг) — бывшая доставщица еды, а ныне сотрудница Бюро времени. Приглядывает за магическими существами, заключёнными в Бюро. Умеет найти общий язык с любым существом и обладает обширным знанием фольклора. Стала оборотнем после того как её случайно ранил Каупе.
- Чарли / Клото (Мэйси Ричардсон-Селлерс) - перевёртыш ставшая невольным членом Легенд. Из-за заклинания Джона Константина потеряла способность менять облик, и осталась в облике Амайи. В пятом сезоне выяснилось что Чарли на самом деле младшая из трёх богинь судьбы из греческой мифологии.
- Нерон (Кристиан Кийес) / (Брэндон Рут) - демон, заклятый враг Джона Константина. Использовал в качестве сосуда его парня Дезмонда, а позже Рэя Палмера. В итоге был уничтожен Константином. Главный антагонист четвёртого сезона.

### Пятый сезон
- Бехрад Тарази (Шаян Сиобхан) - брат Зари. Стал членом легенд вместо Зари после того как легенды изменили хронологию.
- Астра Лог (Оливия Суонн) - девушка из прошлого Джона Константина по его вине попавшая в ад. Одна из антагонисток пятого сезона.
- Лахесис (Сара Стрейндж) - старшая из трех богинь судьбы, сестра Чарли. Одна из антагонисток пятого сезона. Лидер мойр. Вместе с Чарли и Атропос при помощи Станка Судьбы создала новый мир, основанный на лишении свободы смертных. После уничтожения станка судьбы стала смертной.
- Атропос (Джоанна Вандерхам)  (†) - средняя из трех богинь судьбы, сестра Чарли. Одна из антагонисток пятого сезона. Вместе с Чарли и Лахесис при помощи Станка Судьбы создала новый мир, основанный на лишении свободы смертных. Уничтожена вместе с станком судьбы Легендами.

## Приглашённые актёры
| - Бетти Сивер (Мелисса Роксбург) — любовный интерес Джекса в 1950-х. - Валентина Восток (Стефани Корнелиуссен) — эксцентричный и активный советский физик. Сыграла значительную роль в событиях Холодной войны. В сериях «Белые рыцари» и «Безотказный» пыталась создать советскую версию Огненного Шторма, объединившись с профессором Штайном. Тем не менее, после того, как Джекс достучался до Штайна внутри неё, воля последнего стала настолько сильна, что получившийся Огненный Шторм просто взорвался. - Грант Уилсон / Детстроук (Джэми Эндрю Катлер) — сын Слэйда Уилсона (первого Детстроука), в 2046 году (возможно, альтернативном) взял под контроль весь Стар Сити. Когда-то победил Оливера Куина, отрубив ему руку, но после того, как тот объединил силы с командой Рипа, потерпел сокрушительное поражение. - Джона Хекс (Джонатон Шек) — бывший солдат Конфедерации и меткий стрелок на Диком Западе. Друг Рипа. Появляется в серии «Великолепная восьмёрка», в которой помогает команде Рипа победить охотников, посланных Мастерами времени. В честь него Рип назвал сына Джонасом. В серии «Страна Беззакония», события которой происходят в 1874 году, Легенды помогают ему в борьбе с Квентином Тёрнбуллом, к которому попали технологии будущего. - Кассандра Сэвидж (Джессика Сайпос) — дочь Вандала Сэвиджа. Некоторое время считала своего отца хорошим, пока команда Рипа не раскрыла ей глаза. - Линдси Карлайл (Эли Либерт) — медсестра из провинциального городка Хармони-Фолз в 1956 году. Потенциальный любовный интерес Сары Лэнс. - Мари Ксавье (Селия Имри) — воспитательница детского дома, в котором живут будущие Мастера времени. Заменила Рипу Хантеру мать. - Пер Дегатон (Кори Грютер-Эндрю) (†) — зловещий диктатор Коснийского Конгломерата в 22 веке. Ученик Вандала Сэвиджа, убивший собственного отца и истребивший часть человечества, выпустив биологическое оружие "Армагеддон", чем помог своему наставнику через несколько лет завоевать оставшиеся страны. Убит Сэвиджем. - Пилигрим (Фэй Кингсли) (†) — охотница за головами, работающая на Мастеров времени и специализирующаяся на убийстве молодых версий своих целей. Обладает способностью замораживать время в локальных участках. Совместной атакой всех Легенд обращена в прах. - Рэйчел Тёрнер (Джуэл Стэйт) — в 2147 году гений робототехники. Является пра-пра-пра-пра-правнучкой Сидни Палмера, брата Рэя Палмера/Атома. - Барон Кригер (Андре Эриксен) — нацистский офицер, приобрёл у Обратного Флэша особую сыворотку, которую намеревался использовать для победы во Второй мировой войне. - Ичиро Ямаширо (Саб Симоно) — отец Масако, кузнец из феодальной Японии. Его удручала будущая судьба дочери, которая должна была выйти за жестокого сёгуна Токугава, зная, что это равносильно смертному приговору. Когда-то у него был сын, убитый Токугавой из-за меча, который выковал Ичиро. Далёкий предок Татсу Ямаширо / Катаны и кузнец, выковавший её меч. - Квентин Тёрнбулл (Джефф Фейхи) — враг Джоны Хекса, получивший доступ к технологиям будущего и разыскивающего в шахтах металл из карликовой звезды с целью создать свою собственную империю. - Масако Ямаширо (Мей Меланкон) — девушка из феодальной Японии, которой предстояло стать женой жестокого сёгуна, известного тем, что он обычно убивает своих жён. Нашла Нейта Хейвуда после того, как тот упал с «Волнолёта» и был ранен солдатами сёгуна, и привезла домой. Известно, что у неё был брат, погибший от руки её будущего мужа. Дочь Ичиро Ямаширо и далёкий предок Татсу Ямаширо / Катаны. - Тодд Джеймс Райс / Обсидиан (Дэн Пэйн(молодой) и Лэнс Хенриксен(пожилой)) — член Общества Справделивости Америки. - Чарльз Макнайдер / Доктор Мид-Найт (Квеси Амайо) — член Общества Справделивости Америки. Отправился в 3000 год, чтобы охранять свою часть Копья Судьбы. Был найден и убит злым Рипом Хантером. - Хантер Соломон / Зум / Чёрный Флэш — существо из Силы Скорости, олицетворение смерти спидстеров. Бывший спидстер Зум из второго сезона сериала "Флэш". Преследовал Эобарда Тоуна, и, в конце концов, настиг его и стёр из реальности. - Миссис Палмер (Сьюзи Абромейт) — мать Рэя Палмера. Актриса также исполняет роль королевы Доминаторов, которая принимает облик миссис Палмер, чтобы соблазнить Нейта. - Финеас Тейлор Барнум (Билли Зейн) — шоумен, директор цирка уродов, носящего его имя - Юлий Цезарь (Саймон Мерреллс) — римский полководец и император. По вине Нейта, ему в руки попадает учебник истории, воспользовавшись которым, Цезарь уничтожает всех врагов и создаёт Римскую империю, захватившую весь мир. Позже является одним из генералов Маллуса. - Елена Прекрасная (Бар Пали) — троянская принцесса, случайно попавшая в Голливуд. Вместо того, чтобы вернуть её в родную эпоху, Зари отвозит Елену к амазонкам на остров Темискира. Елена помогает Легендам во время финального сражения с Маллусом, научившись драться у амазонок. - Эдвард Тич / Чёрная Борода (Джонатан Кейк) — пират XVIII века, обнаруживший тотем земли. Пытается захватить «Волнолёт», однако его останавливают Сара и Ава. Позже является одним из генералов Маллуса. - Фрейдис (Катя Винтер) — викинг-воительница, сестра Лейфа Эрикссона. Становится главной поклонницей куклы Бибо, которого называет «Синим богом» и мотивирует викингов на захват Америки, которая становится Новой Вальгаллой. Позже является одним из генералов Маллуса. - Хеменгуэй (Эндрю Лииз) — Эрнест Хемингуэй - Фея крёстная / Табита (Джейн Карр) — фея и союзница Нерона. - Григорий Распутин (Майкл Эклунд) — колдун из царской России. Вернулся из ада благодаря Астре. - Чингиз-Хан (Терри Чень) — монгольский завоеватель. Вернулся из ада благодаря Астре. |